# Чемпионат мира по стендовой стрельбе 1935
Чемпионат мира по стендовой стрельбе 1935 года прошёл в Брюсселе (Бельгия).

## Общий медальный зачёт
| Место | Страна   | Золото | Серебро | Бронза | Всего |
| ----- | -------- | ------ | ------- | ------ | ----- |
| 1     | Венгрия  | 1      | 1       | 0      | 2     |
| 2     | Германия | 1      | 0       | 1      | 2     |
| 3     | Бельгия  | 0      | 1       | 1      | 2     |
| Всего | Всего    | 2      | 2       | 2      | 6     |

## Медалисты
| Дисциплина     | Золото                                                                    | Серебро         | Бронза     |
| -------------- | ------------------------------------------------------------------------- | --------------- | ---------- |
| Трап           | Рудольф Сак                                                               | Шандор Лумничер | Лудо Схейд |
| Трап (команды) | Венгрия · Шандор Лумничер · Паль Дора · Шандор Дора · Иштван Штрашшбургер | Бельгия         | Германия   |